# تاريخ الهندسة
تاريخ الهندسة جزء لا يتجزأ من تاريخ الحضارة الإنسانية فالهندسة والعقلية الهندسية بالمعنى الواسع كانت موجودة بالمجتمعات البدائية منذ عصر ما قبل التاريخ فهو علم قدمة بقدم البشرية، عندما ابتكر البشر ابتكارات مثل الإسفين والرافعة والعجلة والبكرة وقوس والسهم وغيرها من الإبتكارات، حدثت نقلة في العلوم والطرق الهندسية مع الحضارات القديمة مثل الحضارة الاغريقية وحضارة بلاد الرافدين وحضارة مصر القديمة والحضارة الهندية والحضارة الصينية وغيرها من الحضارات، وكان هذا نتيجة لبحث الإنسان عن طرق وقواعد عملية تساعد على تسخير الموارد الطبيعية لتشيد الأبنية وتكوين الآلات، تطورت هذه القواعد عبر التاريخ وتناقلتها البشرية ووضعت في قواعد عامة.

## التاريخ القديم

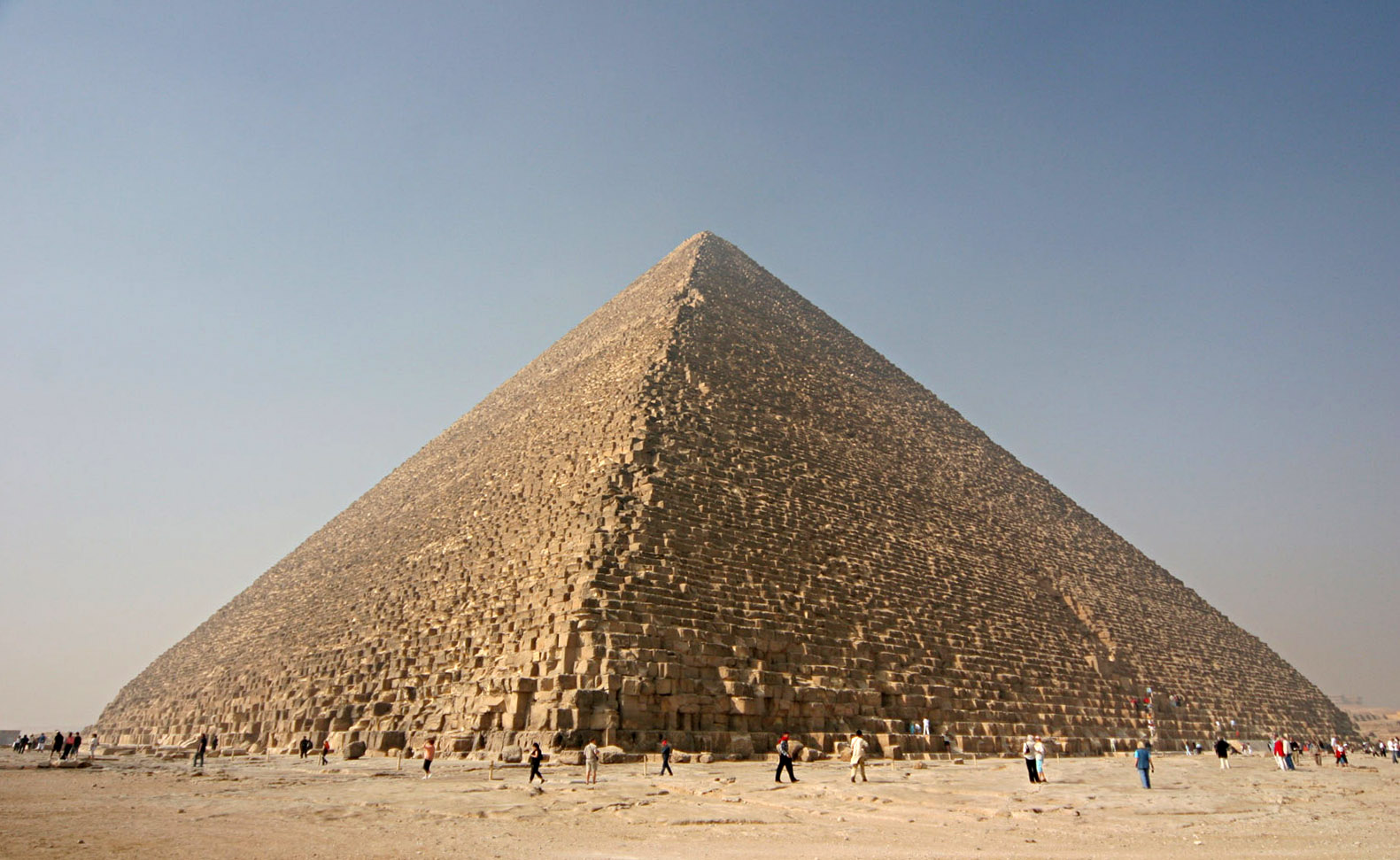
الهرم الأكبر أو هرم خوفو أحد عجائب الدنيا السبع، ويقع بمنطقة أهرام الجيزة في مصر.

الأهرامات في مصر القديمة، الزقّورات في بلاد ما بين النهرين، الأكروبوليس أثينا والبارثينون في اليونان القديمة، القنوات الرومانية وطريق أبيا والكولوسيوم في الإمبراطورية الرومانية، ومعبد بيروفودايار في ثنجفور، وتيوتيهواكان، من بين أشياء أخرى كثيرة، تقف كشهادة على براعة ومهارة المهندسين في العصور القديمة. وكانت أيضا الآثار الأخرى التي لم تعد قائمة مثل حدائق بابل المعلقة ومنارة الإسكندرية من الإنجازات الهندسية الهامة في العصور القديمة واعتبرت من بين عجائب الدنيا السبع في العالم القديم.
كانت الآلات البسيطة الستة معروفة في الشرق الأدنى القديم. الإسفين والسطح المنحدر معروفان منذ عصور ما قبل التاريخ. تم اختراع العجلة، إلى جانب آلة الملفاف، في بلاد ما بين النهرين (العراق حاليا) خلال الألفية الخامسة قبل الميلاد. ظهرت آلية الرافعة لأول مرة في الشرق الأدنى، حيث استُخدمت في ميزان بسيط ذي كفتين، وفي تقنية المصريين القدماء لتحريك الأشياء الكبيرة. استُخدمت الرافعة أيضًا في آلة الشادوف لرفع الماء، وفي أول آلة رافعة، والتي ظهرت في بلاد الرافدين (ما بين النهرين) نحو 3000 قبل الميلاد، ومن ثم في التقنية المصرية القديمة حوالي 2000 قبل الميلاد. تعود أولى الأدلة على استخدام البكرات إلى بلاد الرافدين في أوائل الألفية الثانية قبل الميلاد، ومصر القديمة خلال عهد الأسرة المصرية الثانية عشر. ظهر اللولب لأول مرة في بلاد الرافدين، خلال حقبة الإمبراطورية الآشورية الحديثة (911-609) قبل الميلاد، ليكون آخر آلة بسيطة اختراعًا. بنيت الأهرامات المصرية باستخدام ثلاث من الآلات البسيطة الست، المستوي المائل والإسفين والرافعة، لبناء أبنية كالهرم الأكبر في الجيزة.
يعتبر كل من إمحوتب وسننموت من اعظم المهندسين في مصر القديمة. يعتبر إمحوتب أحد أقدم المهندسين في مصر القديمة كان إمحوتب أحد كبار مسؤولي الفرعون زوسر ينسب إليه علماء المصريات تصميم وبناء هرم زوسر وهو هرم مدرج في سقارة في مصر تم بناؤه خلال حكم الأسرة المصرية الثالثة. اما سننموت فهو المهندس الذي بنى للملكة حتشبسوت خامس فراعنة الأسرة المصرية الثامنة عشر معبدها الشهير في الدير البحري في مصر والذي منحته 80 لقبًا ملكيًا.

## العصور الوسطى والعصر الذهبي للإسلام

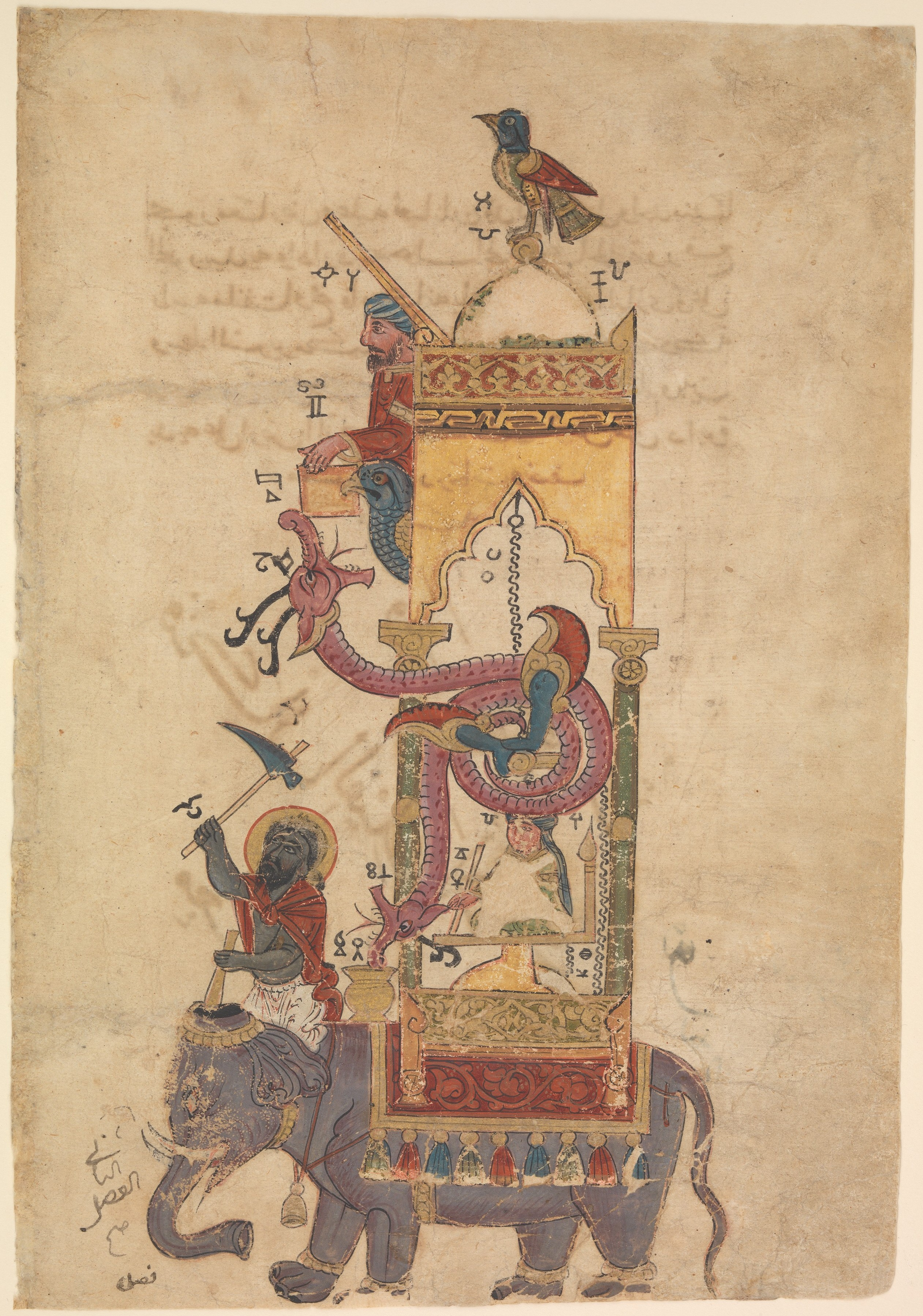
ساعة الفيل التي اخترعها الجزري

ظهرت العديد من الآلات والابتكارات الهندسية في العصور الوسطى والعصر الذهبي الإسلامي بالأخص بعد انهيار الإمبراطورية الرومانية الغربية والتراجع الفكري في الجزء الغربي من أوروبا في تلك الفترة. ومن الآلات والابتكارات الهندسية التي ظهرت في العالم الإسلامي خلال العصر الذهبي للإسلام المضخة العاملة بطاقة الرياح التي ظهرت لأول مرة في القرن التاسع الميلادي،
صمم الجزري آلات كثيرة ذات أهمية كبيرة كثير منها لم يكن معروفا في أي مكان في العالم من قبل. صنع الجزري مجموعة متنوعة من الساعات المائية والشمعية ومنها ساعة الفيل التي صنعها الجزري في أواخر القرن الثاني عشر الميلادي وكانت من أكثر اختراعات الجزري شهرة. آلية التوقيت تعتمد على مياه معبأة في دلو مخبأ داخل الفيل في هذا الدلو وعاء عميق عائم في المياه ولكن مع وجود ثقب صغير في الوسط الوعاء يأخذ نصف ساعة ليمتلئ من خلال هذا الثقب في عملية الغرق الوعاء يسحب سلسلة متصلة بآلية متأرجحة بالبرج على ظهر الفيل هذه يطلق كرة تسقط في فم الثعبان مما يأدى إلى دفع الثعبان إلى الأمام والذي يسحب الوعاء المغمور من المياه عن طريق السلاسل في الوقت نفسه نظام من السلاسل يسبب في ظهور شكل في برج اما من الناحية اليسرى أو اليمنى ويضرب الفّيال (سائق الفيل) الطبول، ولدى سقوط الكرة في المزهريةَ يصدر صوُت اصطدامها بالقعر. وتشير الدوائر المرسومة على المزولة أعلى القلعة إلى الوقت أيضًا. وتستمر سلسلة الأفعال هذه وتبعاتها كل نصف ساعة، وخلال اليوم كله تضبط الساعة مرتين في اليوم، عند شروق الشمس وعند غروبها، وذلك بإعادة الكرات المعدنية الثلاثين إلى مواقعها الأصلية. هذه هي الساعة الأولى التي يكون فيها للآلة رد فعل بعد فترات معينة من الزمن. في هذه الآلية، الإنسان الالي يضرب الصنج (آلة موسيقية) وتغرد الطيور الميكانيكية، مثل ساعة الوقواق القديمة، بعد كل نصف ساعة. اخترع الجزري أيضًا عددا من آلات رفع المياه، وكذلك طواحين مائية وعجلات مائية مع حدبات على محورها تستخدم لتشغيل الآلات. وطور الجزري أول نظام إمداد بالمياه ليتم تشغيله بواسطة التروس والطاقة الكهرومائية، والذي تم بناؤه في دمشق في القرن الثالث عشر.

## العصر الحديث
على مر العصور حولت الهندسة الخيال إلى شيء ملموس ومفيد وفي العصر الحديث الذي نعيش فيه يتم استخدام العديد من الابتكارات والاختراعات الهندسية كأشباه الموصلات والمعالجات الدقيقة والإلكترونيات النانوية والمحركات عالية السرعة المركبات الفضائية والقطارات والسيارات والشاحنات والسفن والطائرات والشبكات الخلوية وشبكات الطاقة والمياة وعمليات التصنيع المخلفة كتصنيع الأدوية والاغذية والأجهزة الإلكترونية والمواد الأساسية وغيرها.
في العصر الحديث سيكون من الصعب للغاية العثور على طريق لا تترك فيه الهندسة أثرها يمتد تطبيق الهندسة اليوم من استكشاف الأرض وأعماق البحار إلى السفر إلى الفضاء وما وراءه.
أدت الهندسة إلى تطورات كبير في النقل عبر البر والبحر والجو حول العالم. أصبح السفر للفضاء ممكنا هندسيا بعد التطور الكبير في المركبات الفضائية من خلال التجارب الهندسية المستمرة، من خلال الهندسة يمكن اليوم استخدام الاقمار الصناعية والمسبار الفضائي للقيام بأعمال عديدة مثل الاتصالات والفحص واكتشاف الفضاء الخارجي. ويمكن الوصول إلى مسافات بعيد في الفضاء الخارجي من خلال المركبات الفضائية واجراء التجارب والدراسات من خلال المحطات الفضائية.
كان الطيران حلم قديم راود الإنسان ومن خلال الهندسة تطور مفهوم الطيران من محاولات القفز على الأبراج إلى الطيران الأسرع من الصوت والفوق الصوتي بواسطة الطائرات الأثقل من الهواء اللتي تستطيع الطيران في غلاف الأرض الجوي اعتماداً على قوة الرفع المتولدة على أجنحتها، أو عن طريق قوة سحب الهواء.